# Mijdrecht

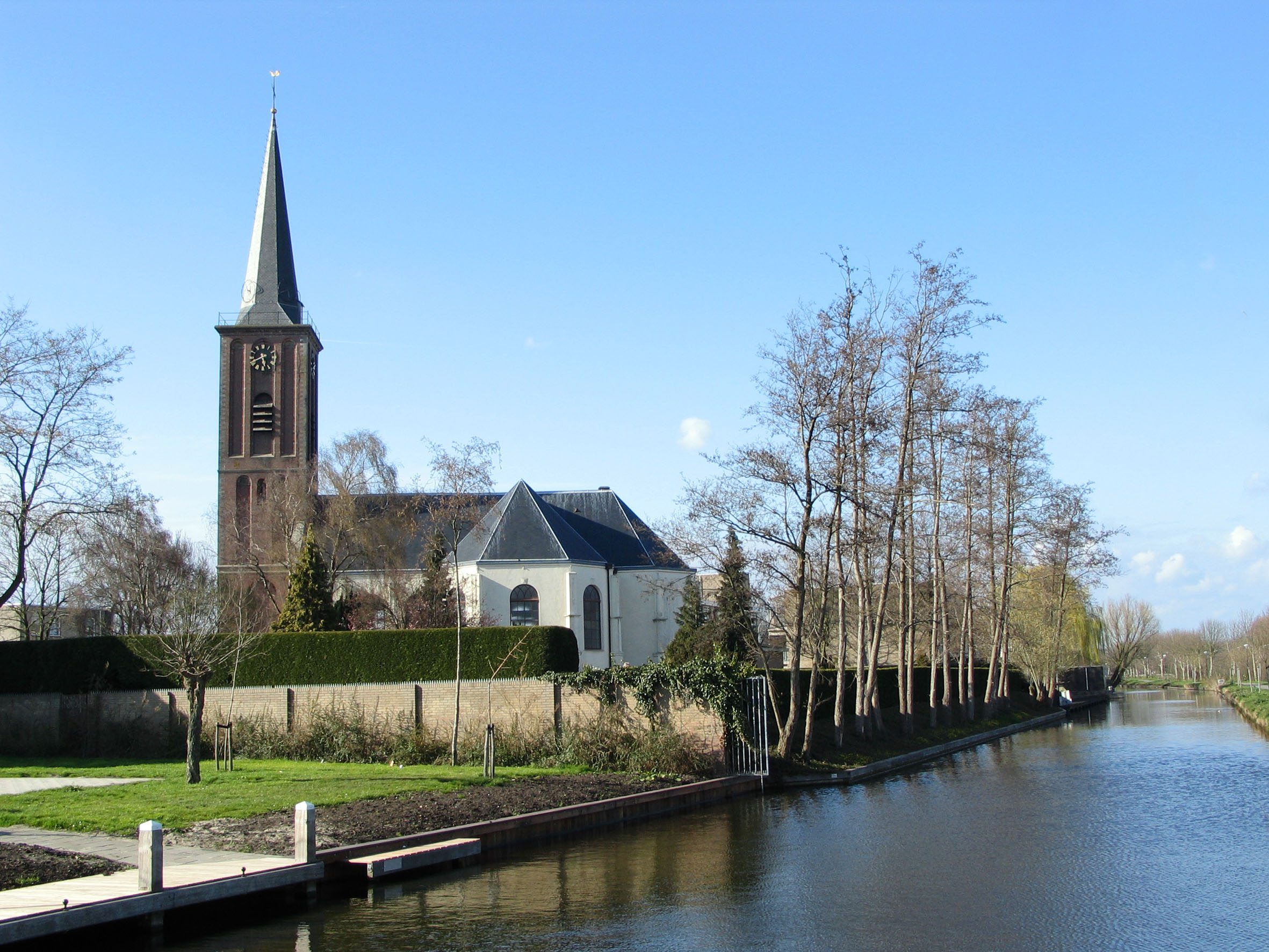
Mijdrecht: la chiesa di San Giovanni

Mijdrecht  (pron. /mɛjdrext/) è una località di circa 16 000 abitanti del centro-ovest dei Paesi Bassi, facente parte della provincia di Utrecht. Dal punto amministrativo, si tratta di un ex-comune, incluso dal 1989 nella municipalità di De Ronde Venen, di cui è il capoluogo.

## Geografia fisica

### Collocazione
Mijdrecht si trova nella parte nord-orientale della provincia dell'Utrecht, al confine con la provincia dell'Olanda Settentrionale e a sud-ovest dei laghi di Vinkeveen (Vinkeveense Plassen).

### Suddivisione amministrativa
L'ex-comune di Mijdrecht comprendeva, oltre alla località omonima, anche il villaggio di Amstelhoek e la buurtschap di Mennonietenbuurt.

## Società

### Evoluzione demografica
Al censimento del 1º gennaio 2015, Mijdrecht contava una popolazione pari a 16 225 abitanti, di cui 8 240 erano donne e 7 985 erano uomini.

## Stemma
Nello stemma di Mijdrecht è raffigurata una pecora su sfondo rosso che regge una bandiera bianca con croce rossa. Questo stemma è derivato da quello del Capitolo di San Giovanni di Utrecht (1085-1811).

## Monumenti e luoghi d'interesse

### Chiesa di San Giovanni
Tra gli edifici d'interesse di Mijdrecht, figura la Chiesa di San Giovanni (Janskerk), risalente al 1857.

### Watertoren
Altro edificio classificato come rijksmonument è la Watertoren, costruita nel 1936.

## Sport
- Sport Vereniging Argon, squadra di calcio[9]